# Río V
Río V är en ort i Mexiko.   Den ligger i kommunen Santa María Peñoles och delstaten Oaxaca, i den sydöstra delen av landet, 300 km sydost om huvudstaden Mexico City. Río V ligger 1 683 meter över havet och antalet invånare är 207.
Terrängen runt Río V är huvudsakligen kuperad. Río V ligger nere i en dal. Runt Río V är det glesbefolkat, med 16 invånare per kvadratkilometer. Närmaste större samhälle är San Antonio Huitepec, 9,2 km söder om Río V. I omgivningarna runt Río V växer huvudsakligen savannskog.